# Chrysopilus yunnanensis
Chrysopilus yunnanensis är en tvåvingeart som beskrevs av Yang 1990. Chrysopilus yunnanensis ingår i släktet Chrysopilus och familjen snäppflugor.
Artens utbredningsområde är Yunnan (Kina). Inga underarter finns listade i Catalogue of Life.